# العلاقات التركية المنغولية
العلاقات التركية المنغولية هي العلاقات الثنائية التي تجمع بين تركيا ومنغوليا.

## مقارنة بين البلدين
هذه مقارنة عامة ومرجعية للدولتين:
| وجه المقارنة                                              | تركيا         | منغوليا         |
| --------------------------------------------------------- | ------------- | --------------- |
| المساحة (كم2)                                             | 783.56 ألف    | 1.57 مليون      |
| عدد السكان (نسمة)                                         | 80.14 مليون   | 3.08 مليون      |
| الكثافة السكانية (ن./كم²)                                 | 102.28        | 1.96            |
| العاصمة                                                   | أنقرة         | أولان باتور     |
| اللغة الرسمية                                             | اللغة التركية | اللغة المنغولية |
| العملة                                                    | ليرة تركية    | توغروغ منغولي   |
| الناتج المحلي الإجمالي (بليون دولار)                      | 851.10 مليار  | 11.49 مليار     |
| الناتج المحلي الإجمالي (تعادل القوة الشرائية) بليون دولار | 1.57 تريليون  | 36.16 مليار     |
| الناتج المحلي الإجمالي الاسمي للفرد دولار أمريكي          | 9.12 ألف      | 3.97 ألف        |
| الناتج المحلي الإجمالي للفرد دولار أمريكي                 | 19.79 ألف     | 11.95 ألف       |
| مؤشر التنمية البشرية                                      | 0.761         | 0.727           |
| رمز المكالمات الدولي                                      | +90           | +976            |
| رمز الإنترنت                                              | .tr           | .mn             |
| المنطقة الزمنية                                           | ت ع م+03:00   | ت ع م+08:00     |

## مدن متوأمة
في ما يلي قائمة باتفاقيات التوأمة بين مدن تركية ومنغولية:
- ترتبط أضنة مع أولان باتور باتفاقية توأمة.

## منظمات دولية مشتركة
يشترك البلدان في عضوية مجموعة من المنظمات الدولية، منها:
| علم المنظمة | اسم المنظمة                                                | تاريخ انضمام تركيا | تاريخ انضمام منغوليا |
| ----------- | ---------------------------------------------------------- | ------------------ | -------------------- |
|             | بنك التنمية الآسيوي                                        | 1991               | 1991                 |
|             | وكالة ضمان الاستثمار متعدد الأطراف                         | 3 يونيو 1988       | 21 يناير 1999        |
|             | الأمم المتحدة                                              | 24 أكتوبر 1945     | 27 أكتوبر 1961       |
|             | العملية المشتركة للاتحاد الأفريقي والأمم المتحدة في دارفور | ?                  | ?                    |
|             | الفريق المعني برصد الأرض                                   | ?                  | ?                    |
|             | منظمة حظر الأسلحة الكيميائية                               | ?                  | ?                    |
|             | منظمة التجارة العالمية                                     | 26 مارس 1995       | ?                    |
|             | منظمة الشرطة الجنائية الدولية                              | ?                  | ?                    |
|             | منظمة الأمن والتعاون في أوروبا                             | 25 يونيو 1973      | 21 نوفمبر 2012       |
|             | مؤسسة التنمية الدولية                                      | 22 ديسمبر 1960     | 14 فبراير 1991       |
|             | يونسكو                                                     | 4 نوفمبر 1946      | 1 نوفمبر 1962        |
|             | الاتحاد البريدي العالمي                                    | ?                  | ?                    |
|             | البنك الدولي للإنشاء والتعمير                              | 11 مارس 1947       | 14 فبراير 1991       |
|             | الاتحاد الدولي للاتصالات                                   | 1866               | 27 أغسطس 1964        |
|             | مؤسسة التمويل الدولية                                      | 19 ديسمبر 1956     | 14 فبراير 1991       |
|             | المركز الدولي لتسوية المنازعات الاستشارية                  | 2 أبريل 1989       | 14 يوليو 1991        |

## وصلات خارجية
- موقع وزارة الخارجية التركية
- موقع وزارة الخارجية المنغولية